# António Gomes Pereira
António Gomes Pereira (Midões, 30 de setembro de 1859 — Midões, 6 de abril de 1913), foi um padre, professor e etnógrafo português.

## Biografia
António Gomes Pereira nasceu na Casa de Chapre, na freguesia de Midões, a 30 de setembro de 1859. Era filho de José Gomes Pereira e de Maria Coelho de Jesus, ambos da mesma freguesia.
Realizou a sua instrução primária na Escola do Sobreiro da freguesia de Adães, tendo posteriormente concluído o liceu em Braga. A 1 de outubro de 1878, ingressou no Curso de Teologia, no Seminário de S. Pedro, tendo concluído o mesmo em 1881.
Foi ordenado presbítero, pelo arcebispo D. João Crisóstomo de Amorim Pessoa, a 23 de setembro de 1882.
Exerceu o cargo de professor no Colégio da Formiga, em Ermesinde, tendo também sido neste período coadjutor do pároco de Valongo.
Continuou os estudos em 1889, tendo-se matriculado no Curso Superior de Letras da Universidade de Lisboa. Durante este período, contactou com diversos intelectuais, nomeadamente o renomeado Dr. José Leite de Vasconcelos, que lhe terá transmitido o gosto pela etnografia e folclore.
Após terminar os estudos universitários, exerceu os cargos de subdirector, perfeito e professor nas Oficinas de S. José, tendo permanecido durante quatro anos em Lisboa.
Em junho de 1896, regressa à sua terra natal de Midões, tendo exercido aí o cargo de pároco durante dois anos.
Em 1898, ingressa no ensino oficial, tendo sido professor de Latim e de Português no Liceu de Vila Real. Em 1902, transitou para o Liceu D. Manuel II (actual escola Rodrigues de Freitas), no Porto, onde permaneceu até ao ano letivo de 1909/1910. É durante este período que elabora a maior parte das suas obras e alcança notoriedade. Entre estas obras, destacam-se Tradições Populares e Toponímia de Barcelos (1915) e Seleta de Literatura: 4ª e 5ª Classe dos Liceus (1912).
Publicou vários outros trabalhos sobre etnografia, folclore e toponímia das regiões de Barcelos, Esposende, Guarda, Póvoa de Varzim, Vila do Conde e Terras de Bouro, a maior parte dos quais na revista “Lusitana”.
Faleceu a 6 de abril de 1913, na Casa de Chapre (onde nasceu), na freguesia de Midões, vítima de tuberculose. Foi sepultado no cemitério desta freguesia.
O seu legado foi destacado pela Câmara Municipal de Barcelos, que em 1964 instituiu o prémio "António Gomes Pereira" para galardoar os melhores trabalhos em etnografia no concelho.
António Gomes Pereira era detentor de uma biblioteca de valor estimável, constituída essencialmente por obras de escritores portugueses e de humanistas estrangeiros. Esta foi doada parcialmente à Biblioteca do Liceu Rodrigues de Freitas (autores dos séculos XVI a XVIII), tendo as restantes obras sido doadas aos seus amigos, nomeadamente José da Silva Vieira (editor das suas obras) e o Dr. Sousa Ribeiro, bem como à Biblioteca do Seminário do Porto.

## Obras
Embora muitas das obras de António Gomes Pereira tenham sido publicadas em formato revista, destacam-se alguns dos livros que publicou:
- Tradições Populares e Toponímia de Barcelos (1915)
- Seleta de Literatura: 4ª e 5ª Classe dos Liceus (1912)
- Toponímia dos Concelhos de Terras de Bouro, Póvoa de Varzim e Vila de Conde (1914)
- Tradições Populares e Vocabulário da Guarda (1912)